# Clayton (Louisiane)
Pour les articles homonymes, voir Clayton.
Clayton est uine ville américaine située dans la paroisse de Concordia dans l'État de la Louisiane. Au recensement de 2010, sa population était de 711 habitants.

## Traduction
- (en) Cet article est partiellement ou en totalité issu de l’article de Wikipédia en anglais intitulé « Clayton, Louisiana » (voir la liste des auteurs).